# Le Port (Occitania)
Le Port è un comune francese di 210 abitanti situato nel dipartimento dell'Ariège nella regione dell'Occitania.

## Società

### Evoluzione demografica
Abitanti censiti